# پاکباختگی قمارباز
اصطلاح پاکباختگی قمارباز (The Gambler's ruin) برای مسألهٔ مشهوری در آمار و احتمالات و قماربازی به کار می‌رود. ترجمه فارسی این اصطلاح از فرهنگستان زبان و ادب پارسی اخذ شده‌است.

## تاریخچه
قدیمی‌ترین اشاره‌ای که به مسئله پاکباختگی قمارباز اشاره دارد، مربوط می‌شود به نامه‌ای از بلز پاسکال به پییر فرما در سال ۱۶۵۶. نسخه پاسکال از مسئله در یک نامه از Pierre de Carcavi به هویگنس در سال ۱۹۵۶ خلاصه شده‌است:
فرض کنید دو نفر با سه تاس بازی می‌کنند. نفر اول اگر ۱۱ بیاید، یک امتیاز گرفته و نفر دوم اگر ۱۴ بیاید یک امتیاز می‌گیرد. اما به جای اینکه امتیازها به شیوه معمول با هم جمع شوند، به بازیکن در صورتی که امتیاز حریفش صفر باشد، یک امتیاز اضافه شده و در غیر این صورت از امتیاز حریفش یکی کم می‌شود. برنده بازیکنی است که ۱۲ امتیاز می‌گیرد؛ شانس نسبی هر بازیکن برای بردن چیست؟
هیوگنز مسئله را در کتاب De ratiociniis in ludo aleae ("استدلال کردن در بازی شانس، ۱۹۵۷) به این صورت بیان می‌کند:
مسئله (۲–۱): هر بازیکن با ۱۲ امتیاز شروع می‌کند، و پرتاب موفقیت آمیز سه تاس برای یک بازیکن (بازیکن اول ۱۱ و بازیکن دوم ۱۴) یک امتیاز به امتیازاتش اضافه کرده و یک امتیاز از حریفش کم می‌کند. بازنده کسی است که امتیازش صفر شود. احتمال پیروزی برای هر بازیکن چیست؟
 این بیان کلاسیک مسئله پاکباختگی قمارباز است: دو بازیکن با امتیازهای اولیه معین شروع به بازی کرده و امتیازها از یکی به دیگری منتقل شده تا زمانی که امتیاز یکی از آنها به صفر برسد و به اصلاح «پاک ببازد». گرچه اصطلاح «پاکباختگی قمارباز» چندین سال بعد برای این مسئله به کار برده شد.

## نمونه‌ای از نتیجه هویگنس

### استفاده از سکه سالم
هنگامی که دو بازیکن از یک سکه سالم استفاده می‌کنند، هر بازیکن شانس ۵۰٪ برای برنده شدن برای هر آزمایش را دارد. بعد از انداختن سکه بازنده یک تومان به برنده می‌دهد. بازی زمانی تمام می‌شود که پول یکی از بازیکنان تمام گردد.
اگر در تعداد انجام آزمایش (انداختن سکه) محدودیت وجود نداشته باشد، احتمال اینکه دست آخر یکی از بازیکنان برنده شود ۱ است، به عبارت دیگر این بازی حتماً برنده خواهد داشت.
اگر بازیکن یک، n1 تومان و بازیکن دو، n2 تومان در آغاز داشته باشند، احتمالات P1 و P2 که به ترتیب احتمال بازنده شدن بازیکن یک و دو است برابر است با:
{\displaystyle P_{1}={\frac {n_{2}}{n_{1}+n_{2}}}}
{\displaystyle P_{2}={\frac {n_{1}}{n_{1}+n_{2}}}}
یک نمونه از این نوع بازی زمانی است که یکی از بازیکنان پول بیشتری دارد و نمونه دیگر زمانی که هر دو مقدار یکسانی پول دارند. در حالت اول مثلاً بازیکن اول {\displaystyle P_{1}}، ۸ تومان و بازیکن دوم {\displaystyle P_{2}}، ۵ تومان دارد، آنگاه:
{\displaystyle P_{1}={\frac {5}{8+5}}={\frac {5}{13}}=0.3846}
{\displaystyle P_{2}={\frac {8}{8+5}}={\frac {8}{13}}=0.6154}
نتیجه اینکه: حتی با شانس برابر پیروزی در هر آزمایش (۵۰٪ در پرتاب سکه)، بازیکنی که پول کمتری دارد با احتمال بیشتری شکست خواهد خورد.
در حالت دوم که هر دو پول یکسانی (مثلاً ۶ تومان) دارند، احتمال باخت برابر است با:
{\displaystyle P_{1}={\frac {6}{6+6}}={\frac {6}{12}}={\frac {1}{2}}=0.5}
{\displaystyle P_{2}={\frac {6}{6+6}}={\frac {6}{12}}={\frac {1}{2}}=0.5}

### پرتاب سکه ناسالم
در صورت ناسالم بودن سکه که در آن بازیکن یک با احتمال p و بازیکن دو با احتمال q=1-p برنده یک آزمایش می‌شوند، احتمال شکست برابر است با:
{\displaystyle P_{1}={\frac {1-({\frac {p}{q}})^{n_{2}}}{1-({\frac {p}{q}})^{n_{1}+n_{2}}}}}
{\displaystyle P_{2}={\frac {1-({\frac {q}{p}})^{n_{1}}}{1-({\frac {q}{p}})^{n_{1}+n_{2}}}}}
این روابط به صورت زیر بدست می‌آیند:
{\displaystyle P(R_{n})} را احتمال شکست (پاکبازی) بازیکن یک که n>1 تومان پول دارد در نظر بگیرید. سپس با استفاده از قانون احتمال کامل داریم
{\displaystyle P(R_{n})=P(R_{n}|W)P(W)+P(R_{n}|{\bar {W}})P({\bar {W}})}
که در آن W نشان دهنده پیشامد برنده شدن بازیکن یک در آزمایش اول است. مشخصا {\displaystyle P(W)=p} و {\displaystyle P({\bar {W}})=1-p=q}.
همچنین {\displaystyle P(R_{n}|W)} احتمال این است که بازیکن یک با داشتن n+1 تومان در آغاز پاک ببازد: {\displaystyle P(R_{n+1})}
و {\displaystyle P(R_{n}|{\bar {W}})} احتمال این است که بازیکن یک با داشتن n-1 تومان در آغاز پاک ببازد: {\displaystyle P(R_{n-1})}.
اگر قرار دهیم، {\displaystyle q_{n}=P(R_{n})}، آنگاه
{\displaystyle q_{n}=q_{n+1}p+q_{n-1}q}
با آگاهی از اینکه {\displaystyle q_{0}=1} (یعنی احتمال پاکباختگی بازیکن یک هنگامی که با صفر تومان آغاز کرده است) و {\displaystyle q_{n_{1}+n_{2}}=0} (یعنی احتمال پاکباختگی بازیکن یک هنگامی که با همه پول (پول هر دو نفر) آغاز کرده است). برای توضیحات مفصل تر از این روش به عنوان مثال فلر (۱۹۵۷) را ببینید.

## تحلیل و کاربرد
با توجه به احتمال پاکباختگی که برای سکه سالم (مراد از ذکر سکه سالم هم شانس بودن برد دو بازیکن است) داریم، شانس پاکباختگی برای کسی بیشتر است که پول کمتری شرط بندی کرده است.
از طرف دیگر برای سکه ناسالم (ناهم شانس بودن احتمال برد دو بازیکن)، شانس پاکباختگی برای بازیکن با احتمال بیشتر برد تک بازی، بیشتر است.
جدول زیر برخی مقادیر پارامترهای این مسئله و نتایج آن را نشان می دهد :
| p    | q    | n1  | n2  | P1    | P2     | میانگین دورهای بازی |
| ---- | ---- | --- | --- | ----- | ------ | ------------------- |
| 0.5  | 0.5  | 9   | 1   | 0.100 | 0.900  | 9                   |
| 0.5  | 0.5  | 90  | 10  | 0.100 | 0.900  | 900                 |
| 0.5  | 0.5  | 90  | 5   | 0.053 | 0.9477 | 450                 |
| 0.5  | 0.5  | 500 | 100 | 0.167 | 0.833  | 50000               |
| 0.45 | 0.55 | 9   | 1   | 0.210 | 0.790  | 11                  |
| 0.45 | 0.55 | 50  | 10  | 0.866 | 0.134  | 419                 |
| 0.45 | 0.55 | 90  | 5   | 0.633 | 0.367  | 552                 |
| 0.45 | 0.55 | 90  | 10  | 0.866 | 0.134  | 765                 |
| 0.45 | 0.55 | 100 | 5   | 0.633 | 0.367  | 615                 |
| 0.45 | 0.55 | 100 | 10  | 0.866 | 0.134  | 852                 |

کازینوها و لاتاری ها به دلیل همین نتایج به ندرت ورشکسته می شوند. چراکه مقدار پولی که در اختیار دارند بسیار بیشتر از بازیکنان است و به علاوه در اکثر موارد نمایندگان آن ها در بازی های قمار از مهارت بیشتری برخوردارند (مثل سکه ناهمشانس). شرکت های بیمه هم بر اساس همین اصل فعالیت می نمایند .

## یادداشت
1. ↑  فرهنگستان زبان و ادب پارسی، فرهنگ لغات آماری، قابل دسترسی از طریق http://ahmadzadeh.iut.ac.ir/sites/ahmadzadeh.iut.ac.ir/files//u32/frhng_lgt_amry.pdf
2. ↑  David, Florence Nightingale (1998). Games, Gods, and Gambling: A History of Probability and Statistical Ideas. Courier Dover Publications. ISBN 978-0-486-40023-5.
3. ↑  Edwards, J. W. F. (April 1983). "Pascal's Problem: The 'Gambler's Ruin'". Revue Internationale de Statistique. 51 (1): 73–79. doi:10.2307/1402732.
4. ↑  Jan Gullberg, Mathematics from the birth of numbers, W. W. Norton & Company; ISBN 978-0-393-04002-9
5. ↑  Kaigh, W. D. (April 1979). "An attrition problem of gambler's ruin". Mathematics Magazine. 52.
6. 1 2  P., Athanasios (2001). Probability, Random Variables and Stochastic Processes (4th Edition ed.). Mc Graw Hill. {{cite book}}: |edition= has extra text (help)